# David Soul
David Richard Solberg, conocido artísticamente como David Soul (Chicago, 28 de agosto de 1943-Londres, 4 de enero de 2024) fue un actor de televisión y cine y cantante estadounidense, nacionalizado británico en el 2004.

## Biografía
Hijo de un pastor luterano que participó en la reconstrucción de Alemania tras la II Guerra Mundial, Soul viajó con frecuencia a ese país durante su infancia.
Comenzó a ser conocido por sus intervenciones en el espacio The Merv Griffin Show en 1967, en el que aparecía cantando, ocultando su rostro con un pasamontañas. Me llamo David Soul, y quiero ser conocido por mi música, era su explicación.
A fines de la década de 1960 y principios de la década de 1970, intervino en numerosas series de televisión, como Here Come the Brides, Owen Marshall: Counselor at Law, Mi bella genio, McMillan and Wife, Cannon, Gunsmoke, All in the Family, Star Trek: La serie original, The Streets of San Francisco, etc.
Sin embargo, el estatus de estrella de la televisión le llegó gracias al papel del detective Ken "Hutch" Hutchinson, en la serie de culto Starsky & Hutch, que protagonizó junto a Paul Michael Glaser entre 1975 y 1979.
Paralelamente, lanzó su carrera musical, en la que se destacan los temas Don't Give Up on Us (1977), número uno en la lista Billboard 100 hot en ese año así como N°1 en las listas canadienses y que llegó a ser número uno en el Reino Unido, y Silver Lady (1977) con también buena aceptación.
Su carrera cinematográfica fue mucho más reducida; se destacan sus papeles en Magnum Force (1973), junto a Clint Eastwood, y su protagonismo en la miniserie Salem's Lot, basada en la novela homónima de Stephen King.
Su declive artístico en la década de 1980 lo hizo caer en el alcoholismo. Sin embargo, siguió apareciendo en episodios de series de televisión y en el filme In The Line Of Duty: The FBI Murders (1988). En la década de 1990, se trasladó a Londres, Reino Unido, y retomando su carrera interpretativa, en este caso sobre los escenarios del West End de Londres, participando en montajes como Jerry Springer - The Opera (2004) y Mack and Mabel (2006).
En 2004, obtuvo la nacionalidad británica. También apareció en la adaptación cinematográfica de Starsky & Hutch (2004), haciendo un cameo de su personaje, en los últimos minutos de esta.

## Vida privada
David Soul estuvo casado en cinco ocasiones, tuvo cinco hijos y una hija. Su primer matrimonio fue con la actriz Mirriam "Mim" Solberg (de soltera Russeth), en 1964. La pareja tuvo un hijo, pero el matrimonio terminó finalizando el año siguiente.
Su segunda esposa fue la actriz Karen Carlson, a quien conoció en el set de la televisión en la serie "Here Come The Brides". La pareja se casó en 1968 y también tuvo un hijo. Se divorciaron en 1977.
Durante los años en que se filmó "Starsky & Hutch", David tuvo una relación sentimental con la actriz Lynne Marta.
Su tercer matrimonio fue en 1980, con Patti Carnel, exesposa de Bobby Sherman, ídolo pop juvenil que fue coprotagonista de la serie "Here Come the Brides", con quien compartió elenco. Tuvieron tres hijos, pero el matrimonio se desintegró debido al alcoholismo de David, que dejaba evidenciar un carácter violento. Los problemas por el abuso del alcohol se extendieron por varios años, y habían afectado también sus relaciones previas. Durante el matrimonio con Sherman, fue arrestado y encarcelado por agresión a su esposa, que cursaba su séptimo mes de embarazo. Fue liberado condicionalmente y se le ordenó asistir a un programa de terapia por el abuso en el consumo de alcohol y control de su carácter por el término de dos años. No obstante, la pareja se divorció en 1986.
Volvió a casarse en 1987, con la actriz Julia Nickson, con quien tuvo una niña, China Soul, quien es cantante y compositora. La relación concluyó en divorcio en 1993.
Soul emigró al Reino Unido a mediados de la década de 1990. Se estableció en Londres con su novia, la actriz estadounidense Alexa Hamilton, pero la pareja más tarde rompió la relación. Conoció a quien sería su quinta esposa, Helen Snell, en la producción de "Deathrap". Iniciaron una relación casi de inmediato, pero no se casaron sino hasta junio de 2010. Soul recibió la ciudadanía británica en septiembre de 2004, reteniendo la ciudadanía de Estados Unidos.

## Fallecimiento
Fumador de tres cajetillas diarias de cigarrillos durante 50 años, dejó el hábito de fumar diez años previos a su muerte. Fue afectado seriamente por EPOC (enfermedad pulmonar obstructiva crónica) y también le habían retirado parte de un pulmón debido a cáncer. Falleció el 4 de enero del 2024, rodeado de su familia.